# Microgale
Microgale è un genere di mammiferi appartenente alla famiglia dei Tenrecidae; i membri di questo genere sono generalmente indicati col nome volgare di tenrec toporagno, nonostante siano solo vagamente imparentati coi toporagni.

## Tassonomia
- Genere  Microgale
  - Microgale brevicaudata - Tenrec toporagno a coda corta
  - Microgale cowani - Tenrec toporagno di Cowan
  - Microgale dobsoni - Tenrec toporagno di Dobson
  - Microgale drouhardi - Tenrec toporagno di Drouhard
  - Microgale dryas - Tenrec toporagno driade
  - Microgale fotsifotsy - Tenrec toporagno pallido
  - Microgale gracilis - Tenrec toporagno minore
  - Microgale gymnorhyncha - Tenrec toporagno a muso nudo
  - Microgale jenkinsae - Tenrec toporagno di Jenkins
  - Microgale jobihely - Tenrec toporagno settentrionale[1].
  - Microgale longicaudata - Tenrec toporagno minore a coda lunga
  - Microgale monticola - Tenrec toporagno montano
  - Microgale nasoloi - Tenrec toporagno di Nasolo
  - Microgale parvula - Tenrec toporagno pigmeo
  - Microgale principula - Tenrec toporagno maggiore a coda lunga
  - Microgale pusilla - Tenrec toporagno di Least
  - Microgale soricoides - Tenrec toporagno dai denti aguzzi
  - Microgale taiva - Tenrec toporagno di Taiva
  - Microgale talazaci - Tenrec toporagno di Talazac
  - Microgale thomasi - Tenrec toporagno di Thomas